# Узбекистан на Сурдлимпийских играх
Узбекистан участвует в летних Сурдлимпийских играх с Игр 1997 года (не участвовали в Играх 2005 года), в зимних Сурдлимпийских играх — с Игр 2019 года.
В период с 1957 по 1991 узбекистанские спортсмены участвовали в Играх как часть команды СССР.

## Медальный зачёт

### Медали летних Сурдлимпийских игр
| Год  | Золото | Серебро | Бронза | Всего |
| 2009 | 0      | 0       | 1      | 1     |